# Alessandro Vieira
Alessandro Vieira (Passo Fundo, 3 de abril de 1975) é um policial civil e político brasileiro, filiado ao Movimento Democrático Brasileiro (MDB). Atualmente, exerce o mandato de senador da República por Sergipe. Faz parte dos movimentos RenovaBR e Acredito. Integra, juntamente com outros 6 deputados, o "Gabinete Compartilhado", entre os quais está a deputada Tabata Amaral (PSB-SP). É conhecido por defender a realização de uma CPI de investigação do Judiciário, a criminalização da LGBTfobia e a legalização da Cannabis para fins medicinais. Alessandro faz oposição ao prefeito de Aracaju, Edvaldo Nogueira (PDT), ao governador Belivaldo Chagas (PSD) e ao presidente Jair Bolsonaro. Até junho de 2021, Alessandro apresentou alinhamento de 79% com o governo federal durante as votações no senado.

## Biografia
Alessandro Vieira nasceu em Passo Fundo (RS) e aos oito anos de idade foi com sua família morar em Aracaju (SE). Formou-se em direito e foi delegado de polícia por 17 anos. Em fevereiro de 2016, o então governador Jackson Barreto (MDB) nomeou Alessandro para comandar a Polícia Civil. Entretanto, após Alessandro iniciar um processo de prisões inéditas de corruptos locais, foi exonerado do cargo em abril de 2017 pelo governador.

## Carreira Política

### Eleição de 2018
Na eleição de 2018, Alessandro se candidatou a senador pela Rede Sustentabilidade (REDE), numa chapa sem coligação, e foi o mais votado com 474.449 votos. A candidatura recebeu R$ 102 mil de investimento, sendo R$ 40 mil doados por Jouberto Uchôa de Mendonça Junior (vice-presidente do Instituto de Tecnologia e Pesquisa - ITP) e R$ 10 mil doados por Eduardo Mufarej (idealizador do movimento RenovaBR).
Alessandro discordou da posição da REDE no segundo turno presidencial, que sugeria "nenhum voto em Jair Bolsonaro (PSL)", e declarou voto no candidato, apesar de elencar várias críticas ao mesmo. Alegando o fato da REDE não ter superado a cláusula de barreira, Alessandro e dois deputados estaduais eleitos migraram em dezembro para o Partido Popular Socialista (PPS), que no ano seguinte passou a chamar-se Cidadania. Ele também passou a presidir a legenda no estado. Em agosto de 2019 ajudou a criar o grupo "Muda Senado, Muda Brasil".

### Primeiro Mandato
Dentre as principais votações no senado durante seu mandato, Alessandro votou contra o primeiro decreto de Bolsonaro que facilitava o porte de armas; contra o projeto que prevê punição a juízes e investigadores por abuso de autoridade; a favor da PEC da Reforma da Previdência; a favor do Novo Marco do Saneamento; a favor do PL de combate às Fake News; contra o veto de Bolsonaro que congelou o salário dos servidores públicos durante a pandemia e a favor da candidatura, derrotada, de Simone Tebet (MDB/MS) à presidência do senado.
Em outubro de 2020, como membro titular da Comissão de Constituição e Justiça e de Cidadania (CCJC), o senador votou contra a aprovação da entrada do ministro Kássio Nunes (indicado por Bolsonaro) no STF. Em dezembro o senado aprovou por unanimidade a proposta de Alessandro que prioriza o Sistema Único de Saúde (SUS) na aquisição e na distribuição de vacinas contra a covid-19. O senado também aprovou o Decreto Legislativo de Alessandro que suspendeu a decisão de  Sérgio Camargo (presidente da Fundação Palmares) de excluir 29 nomes da Lista de Personalidades Negras da Fundação. Ainda nesse mês, Alessandro apresentou um projeto que estenderia o auxílio emergencial e a vigência de estado de calamidade até março do ano seguinte.
Em janeiro de 2021, Alessandro solicitou que o Ministro da Educação Milton Ribeiro fosse ao senado explicar as falhas no ENEM 2020. Em fevereiro, o senado aprovou um PL de Alessandro que prevê garantir internet para estudantes do Cadastro Único. Também nesse mês trocou críticas com o governador Belivaldo Chagas (PSD) relacionadas ao processo de vacinação. Apesar de discordar das ações do deputado federal bolsonarista Daniel Silveira (PSL-RJ), Alessandro foi contrário à prisão do mesmo, divergindo, assim, do voto da bancada de deputados do seu próprio partido. Alessandro também criticou a PGR, o STF e seus colegas por permitirem o fim do afastamento do senador Chico Rodrigues (DEM-RR), pego com dinheiro na cueca em 2020. Em março, na votação de aprovação da PEC Emergencial (que trata do retorno do auxílio emergencial por mais 3 meses e com valor mais baixo), Alessandro apresentou um requerimento para que não houvessem as contrapartidas fiscais (ajustes); mas esse foi rejeitado pelos senadores. Mesmo assim, Alessandro votou favorável a PEC, não acompanhando os partidos de oposição.
Alessandro já declarou que a condução do presidente durante a pandemia configura crime de responsabilidade passível a impeachment, também citando a suposta atuação da ABIN na defesa de interesses particulares do senador Flávio Bolsonaro. Segundo ele, "O Brasil precisa deixar de ser um país de inocentes que confiam em qualquer boçal que se apresenta como mito." O senador, em agosto de 2020, via a si mesmo como um político de centro, flutuando entre a centro-direita e a centro-esquerda. Considera que vota 90% das vezes junto ao governo, mas diverge quando esse coloca a ideologia acima da técnica. Caracteriza o governo como nitidamente populista e com uma "patota ideológica", mas considera que os ministros Paulo Guedes, Tarcísio Gomes de Freitas e Tereza Cristina são de alto nível técnico. Avalia que os presidentes do legislativo cumprem um papel de entrave político, já que debates como impeachment dependem de seus avais para seguirem seu curso.

## Desempenho eleitoral
| Ano  | Eleição             | Cargo      | Partido | Coligação                                         | Suplentes                                        | Votos            | Resultado |
| ---- | ------------------- | ---------- | ------- | ------------------------------------------------- | ------------------------------------------------ | ---------------- | --------- |
| 2018 | Estadual de Sergipe | Senador    | REDE    | sem coligação                                     | Fernando Carvalho (REDE); Major Ildomário (REDE) | 474.449 (25.95%) | 1º lugar  |
| 2022 | Estadual de Sergipe | Governador | PSDB    | Esperança na Mudança (Fed. PSDB Cidadania e PODE) | Milton Andrade (Cidadania)                       | 82.495 (10.88%)  | 3º lugar  |